# یواس‌اس گانسورت (دی‌دی-۶۰۸)
یواس‌اس گانسورت (دی‌دی-۶۰۸) (به انگلیسی: USS Gansevoort (DD-608)) یک کشتی بود که طول آن ۳۴۸ فوت ۴ اینچ (۱۰۶٫۱۷ متر) بود. این کشتی در سال ۱۹۴۲ ساخته شد.